# 于静
于 静（う せい、ローマ字:Yu Jing、1985年5月29日 - ）は、中国の女子スピードスケート選手。ハルビン出身。

## 経歴
9歳でスケートを始めた。ハルビン師範大学で学ぶ。ジュニア年代での大きな実績はなく、2008年に国際舞台へ登場する。デビューシーズンのワールドカップ長野大会500mで優勝し、100mと500mで同シーズン総合5位、世界スプリント選手権総合3位に入る。翌シーズンは苦しみ、ワールドカップでは一度も表彰台に立てず、バンクーバーオリンピックでは1000mで32位に終わった。新シーズンはワールドカップの出場を控えてアジア冬季競技大会に臨み、バンクーバーのメダリストである李相花や王北星を抑え優勝。
2011/12シーズンにワールドカップの500mで計7勝を挙げこのシーズンの総合優勝を勝ち取る。世界スプリント選手権では出遅れたが二日目の500mで世界新記録をマーク。クリスティン・ネスビットも初日に1000mの世界新記録を出したハイレベルな争いを制して初優勝を果たした。中国人選手が世界記録保持者となるのは初めてであり、また36秒台をマークしたのは女子選手として史上初という快挙だった。さらにこの時出したスプリント複合得点も世界新記録だった。シーズンを締めくくる世界距離別選手権では2個の銀メダルを獲得した。世界記録はいずれも翌年に更新されたが、このシーズンの好成績により大きな注目を浴びる存在になった。
2014年のソチオリンピックにも500メートルと1000メートルに出場予定だったが、2014年2月6日、欠場が報じられた。
2018年の平昌オリンピックでは500m9位、1000m17位に止まった。